# Автошлях E572
E 572 — європейський маршрут класу B, що з’єднує Тренчин у Словаччині з Жіар-над-Гроном. Маршрут приблизно 101 км завдовжки.

## Розв'язки трас та Е-дороги
- Словаччина (на спільних вивісках  I9 (включає вкраплені розділи, оновлені до R2) потім  I65)
  - Тренчин:   E50,  E75
  - Ж'яр-над-Гроном:   E58,  E571